# Aneta Mihaly
Aneta Mihaly –nombre de casada, Aneta Marin– (23 de septiembre de 1957) es una deportista rumana que compitió en remo.
Participó en dos Juegos Olímpicos de Verano en los años 1980 y 1984, obteniendo una medalla de plata en Los Ángeles 1984 en la prueba de ocho con timonel. Ganó tres medallas en el Campeonato Mundial de Remo entre los años 1977 y 1981.

## Palmarés internacional
| Juegos Olímpicos   | Juegos Olímpicos             | Juegos Olímpicos  | Juegos Olímpicos         |
| Año                | Lugar                        | Medalla           | Prueba                   |
| ------------------ | ---------------------------- | ----------------- | ------------------------ |
| 1984               | Los Ángeles (Estados Unidos) | Medalla de plata  | Ocho con timonel         |
| Campeonato Mundial |                              |                   |                          |
| Año                | Lugar                        | Medalla           | Prueba                   |
| 1977               | Ámsterdam (Países Bajos)     | Medalla de plata  | Cuatro scull con timonel |
| 1979               | Bled (Yugoslavia)            | Medalla de bronce | Cuatro scull con timonel |
| 1981               | Múnich (RFA)                 | Medalla de bronce | Cuatro scull con timonel |